# Ритуал
Ритуал представља систем правила која одређују понашање појединаца, а која ће бити од симболичког дејства на физички свет. Углавном су условљени факторима културе. Често су праћени речима или гестовима, а могу бити верске или световне природе. Ритуално деловање се одвија на извесним местима и у одређено време, који носе тек симболично значење. Ритуално деловање се понавља често, и оно је ухваћено у мрежу симбола. Стандардизовано поступање које се понавља, али коме недостаје симболизација пример је навике или обичаја, а не ритуала. Симболизовање даје деловању много важније значење. Ритуал повезује прошлост са садашњошћу, и обрнуто. Значај који има повезаност између симбола и ритуала приметан је и у дефиницијама које пружају Виктор Тарнер и Роберт Бокок. Према Тарнеровој дефиницији симбол представља најмању јединицу ритала, док Бокок наводи да ритуал представља начин за изражавање симбола посредством телесних активности или гестова. Ритуали су присутни у свим познатим људским друштвима. Представљају друштвену, групну активност упућену заједници или неком њеном делу. На подручју проучавања ритуала постоје различите дефиниције самог појма. Према једној од њих ритуал се одређује као аутсајдерска категорија која подразумева низ активности које некоме изван групе, којој је одређени ритуал својствен, може изгледати ирационално, неповезано или нелогично. Из перспективе инсајдера, припадника одређене групе којој је ритуал познат, коришћење оваквог одређења представља признање да се ова активност може учинити као ирационална од стране непознатог посматрача.

### Порекло речи
Реч ритуал потиче од латинске речи ritualis којом се у буквалном преводу означава „нешто што се односи на обред (ritus)“. У Римском царству у правној и религиозној употреби, ritus је био доказани начин да се нешто ради, у преводу  „исправно извођење“. Оригинални концепт може се пронаћи у ведизму у коме се односи на „законит и правилан ред нормалног, и стога правилног, природног и истинског састава космичких, световних, људских и ритуалних догађаја“. Реч ритуал први пут је забележена на енглеском језику 1570. године, док се употреба ове речи везује за 17. век у ком је означавала „прописани ред за обављање верских обреда“ конкретније, односила се на књигу тих верских прописа.

### Карактеристике ритуала
Приликом установљавања одређених одлика својствених ритуалима треба имати у виду чињеницу да не постоје прецизно установљена ограничења према којима  се одређене активности могу поимати као ритуал. Обреди како прошлих тако и садашњих друштава обично подразумевају посебне гестове и речи, рецитовање, извођење посебне музике, песама или плесова, свечане поворке, коришћење одређених предмета и одеће, конзумирање посебне хране, пића или одређених супстанци. Могуће је уочити следеће карактеристике ритуала: формализам, традиционализам, инваријантност, постојање правила и сакралних симбола, жртвовање и перформанс.

#### Формализам
Ритуал обухвата строго организован скуп израза који антрополози називају „ограничен код“ (који је у супротности са „разрађеним кодом“). Може обавезивати учеснике да користе формални ораторски стил, који је ограничен у интонацији, синтакси, вокабулару, гласности и непромењивости редоследа. Употребом оваквог стила, говор ритуалних вођа наглашава већи значај стила у односу на садржај. Ограничавањем онога што се може рећи изазива се „прихватање, усаглашеност или барем толеранција у односу на било који очит изазов“. Овај облик ритуалне комуникације чини побуну немогућом, тежи да подржи традиционалне облике друштвене хијерархије и ауторитета и одржава претпоставке на којима се ауторитет заснива.

#### Традиционализам
Ритуали се ослањају на традицију и  могу се односити на понављање историјских догађаја, верске обреде, обичаје или церемоније. Традиционализам се разликује од формализма по томе што одређени ритуал не мора бити формалан, прецизно одређен у погледу свог облика, а  да се при том може односити на неко пређашње дешавање. Као пример може послужити вечера на Дан захвалности, која можда није формална, али је наводно заснована на догађају из раног пуританског насеља у Америци.

#### Инваријантност
Инваријантност у случају ритуала се односи на примењивање одређене кореографије, која може обухватати складно групно извођење. Подразумева понављање покрета. Почива на телесној дисциплини, као у монашкој молитви и медитацији.

#### Правила
Правила одређују начин  понашања, било да се дефинишу спољне границе онога што је прихватљиво или кореографисање сваког потеза. Историјски гледано, рат је у већини друштава био у вези са ритуализованим ограничењима која одређују легитимна средства којима се рат водио.

#### Сакрални симболи
Поједини предмети на основу њихове улоге у ритуалима могу постати сакрални симболи. Сакралност, односно светост ових предмета почива на њиховој издвојености од световних. У случају заставе захваљујући активностима склапања, салутирања и подизања заставе, наглашава се да је не треба третирати само као комад тканине. Поред тога њом се означавају већи симболи попут слободе, демократије, националне супериорности.

#### Перформанс
Извођење ритуала карактерише театралност којом су обухваћени  активности, симболи и догађаји који обликују искуство учесника и уређење света, поједностављују хаос живота и намећу одређена значења.

### Врсте ритуала
Ритуали се на основу заједничких карактеристика могу сврстати у категорије. Један ритуал може припадати истовремено већем броју категорија.

#### Обреди прелаза
Обреди прелаза подразумевају ритуалне догађаје који означавају прелазак особе из једног статуса у други, укључујући рођење, старење, брак, смрт као и иницијацију у одређене групе, као што је братство. Арнолд ван Генеп је указао на три кључне фазе ритуала прелаза: одвајање, транзиција и инкорпорација. Прву фазу карактерише одвојеност од старих идентитета физичким и симболичким средствима. Према Виктору Тарнеру фаза транзиције је обележена лиминалношћу, условом двосмислености или дезоријентације у којој су учесници ритуала лишени свог старог идентитета, али још нису стекли нови. У овој фази лиминалности или „анти-структуре“,  двосмисленост улоге ствара осећај заједништва међу учесницима. Ова фаза може бити обележена ритуалним искушењима или ритуалном обуком. У завршној фази инкорпорације симболично се потврђује нови идентитет у заједници.

#### Календарски и комеморативни ритуали
Календарски и комеморативни ритуални обухватају догађаје који означавају одређено доба године или одређени период од важног догађаја. Календарски ритуали дају друштвено значење пролазности времена, стварајући репетитивне недељне, месечне или годишње циклусе. Неки обреди су оријентисани ка сезонским променама и могу бити фиксирани соларним или лунарним календаром. Они фиксирани соларним календаром обележавају се истог дана сваке године, док они који су одређени лунарним календаром сваке године подразумевају другачији датум. Такође, календарски ритуали многих религиозних традиција присећају и обележавају основна веровања заједнице, а њихова годишња прослава успоставља везу између прошлости и садашњости.

#### Ритуали размене и заједништва
Ова врста ритуала обухвата облике жртвовања и приношења жртава намењених хваљењу, молитви или умиривању божанских моћи. Такве жртве су дарови који се дају у нади да ће бити враћене.  Међутим, жртва се може и уништавати у ритуалу да би сена тај начин принела  божанству.

#### Ритуали прочишћења
Ритуалима прочишћења се тежи утицати на духове који људима наносе несрећу. Ови ритуали могу укључивати саветовање пророчанства како би се установили узроци, али и ритуали који лече, прочишћавају, истерују и штите. Несрећа која се доживљава може се односити и на шира питања. Ритуали исцељивања које изводе шамани често идентификују друштвени поремећај као узрок несреће, и обнову друштвених односа сматрају леком.

#### Ритуали гозбе, поста и фестивали
Ритуали гозбе и поста су они кроз које заједница јавно изражава приврженост основним, заједничким верским вредностима, а не присутности божанстава каква се налази у ритуалима прочишћења, где се такође може одржати гозба или пост. Фестивали, најпре они попут карневала, кроз праксу маскирања допуштају људима да буду оно што нису, занемарујући постојање друштвене хијерархије. Ипак, изван карневала, и даље постоје друштвене напетости проузроковане неједнакостима у погледу расе, класе и рода.

#### Политички ритуали
Према антропологу Клифорду Герцу политички ритуали нису само одраз политичке моћи, већ моћ политичких актера зависи од њихове способности да стварају ритуале и оквире унутар којих друштвена хијерархија на челу са краљем сматра се природном и светом и којима се владар у извесном смислу поистовећује са божанством.